# أنري كاخوش
أنري كاخوش (الروسية: Хагуш, Анри Енверович) (23 سبتمبر 1986 بغاغرا في جورجيا - ) هو لاعب كرة قدم روسي في مركز الدفاع. شارك مع منتخب روسيا تحت 21 سنة لكرة القدم. أما مع النوادي، فقد لعب مع أرسنال تولا وباتي بوريسوف وتوربيدو جودينو وروبين كازان وسبارتاك موسكو ونادي روستوف ونادي كوبان كراسنودار وFC Neftekhimik Nizhnekamsk ‏ وسبارتاك نيجني نوفغورود ‏ وسبارتاك نالتشيك.

## وصلات خارجية
- أنري كاخوش على موقع قاعدة بيانات كرة القدم.إي يو (الإنجليزية)
- أنري كاخوش على موقع Soccerway.com (الإنجليزية)
- أنري كاخوش على موقع عالم كرة القدم.نت (الإنجليزية)
- أنري كاخوش على موقع AS.com (الإسبانية)